# Laura San Giacomo
Laura San Giacomo (Hoboken, 14 novembre 1962) è un'attrice statunitense.

## Biografia
Figlia di Mary Jo e John San Giacomo, attiva sia sul piccolo che sul grande schermo, Laura San Giacomo ottiene un primo ruolo importante in Sesso, bugie e videotape (1989) di Steven Soderbergh, vincitore della Palma d'oro al 42º Festival di Cannes. Per la sua intensa interpretazione del personaggio di Cynthia, fa incetta di riconoscimenti nel 1990: è infatti candidata ai Golden Globe e ai BAFTA e vince l'Independent Spirit Award per la miglior attrice non protagonista.
L'anno successivo bissa il successo con il celebre Pretty Woman (1990) di Garry Marshall, in cui è co-protagonista femminile con Julia Roberts. Nello stesso anno recita al fianco di Tom Selleck in Carabina Quigley. Nella seconda metà degli anni novanta, per restare vicino al figlio appena nato (affetto da paralisi cerebrale infantile), decide di accettare lavori televisivi, mettendosi sotto contratto con la CBS, i cui studi di registrazione oltretutto sono situati vicino alla sua abitazione nella San Fernando Valley.
Negli anni novanta partecipa a molte serie di successo: è protagonista in 149 episodi della serie Just Shoot Me! (1997-2003), per la quale è ancora candidata ai Golden Globe per la miglior attrice in una serie commedia o musicale nel 1999. Dal 2016 appare nella serie NCIS - Unità anticrimine, nel ruolo della psicologa Grace Confalone.

## Vita privata
Si è sposata due volte: prima dal 1990 al 1998 con l'attore Cameron Dye, da cui ha avuto un figlio, Mason, nel 1996; dal 2000 è sposata con l'attore Matt Adler.

## Filmografia

### Attrice

#### Cinema
- Sesso, bugie e videotape (Sex, Lies, and Videotape), regia di Steven Soderbergh (1989)
- Vital signs: un anno, una vita (Vital Signs), regia di Marisa Silver (1990)
- Pretty Woman, regia di Garry Marshall (1990)
- Carabina Quigley (Quigley Down Under), regia di Simon Wincer (1990)
- Ancora una volta (Once Around), regia di Lasse Hallström (1991)
- Innocenza colposa (Under Suspicion), regia di Simon Moore (1991)
- The Apocalypse, regia di Hubert C. De La Bouillerie (1997)
- Checking Out, regia di Jeff Hare (2005)
- Havoc - Fuori controllo (Havoc), regia di Barbara Kopple (2005)
- Jessica! - cortometraggio (2008)
- Few Options, regia di George Pappy (2011)
- Honey Boy, regia di Alma Har'el (2019)

#### Televisione
- Miami Vice – serie TV, episodio 5x20 (1989)
- L'ombra dello scorpione (The Stand), regia di Mick Garris – miniserie TV (1994)
- Il diritto di non parlare (The Right to Remain Silent), regia di Hubert C. de la Bouillerie – film TV (1996)
- Just Shoot Me! – serie TV, 148 episodi (1997-2003)
- Veronica Mars – serie TV, 3 episodi (2006)
- Saving Grace – serie TV, 46 episodi (2007-2010)
- Medium – serie TV, episodio 7x09 (2010)
- The Mentalist – serie TV, episodio 5x22 (2013)
- Grey's Anatomy – serie TV, episodio 14x16 (2017)
- Animal Kingdom – serie TV, 9 episodi (2017-2018)
- NCIS - Unità anticrimine (NCIS) – serie TV, 13 episodi (2016-2024)
- Barry – serie TV, 4 episodi (2022)
- Nuovo Santa Clause cercasi (The Santa Clauses) – serie TV, 7 episodi (2022-2023)

### Doppiatrice
- Gargoyles - Il risveglio degli eroi (Gargoyles) – serie animata, 13 episodi (1994-1996)
- Gargoyles: The Goliath Chronicles – serie animata, episodi 1x01-1x02-1x04 (1996)
- Storie della mia infanzia (Stories from My Childhood) – serie animata, episodio 1x01 (1998)
- Spy Dogs (The Secret Files of the SpyDogs) – serie animata, 13 episodi (1998-1999)
- Batman of the Future (Batman Beyond) – serie animata, episodio 1x06 (1999) - Mary Michaels/Freon
- The Electric Piper, regia di Raymie Muzquiz – film TV (2003)

## Riconoscimenti
- Golden Globe
  - 1989 – Candidatura alla miglior attrice non protagonista per Sesso, bugie e videotape
  - 1999 – Candidatura alla miglior attrice in una serie comica per Just Shoot Me!
- BAFTA
  - 1989 – Candidatura alla miglior attrice non protagonista per Sesso, bugie e videotape
  - 1990 – Miglior attrice non protagonista per Pretty Woman
- Chicago Film Critics Association Award
  - 1989 – Miglior attrice non protagonista per Sesso, bugie e videotape
  - 1999 – Attrice più promettente
- Independent Spirit Award
  - 1989 – Miglior attrice non protagonista per Sesso, bugie e videotape
- Palm Beach International Film Festival Award
  - 2005 – Miglior attrice per Checking Out
- Satellite Award
  - 1999 – Candidatura alla miglior attrice in una serie comica per Just Shoot Me!

## Doppiatrici italiane
Nelle versioni in italiano delle opere in cui ha recitato, Laura San Giacomo è stata doppiata da:
- Ida Sansone in Pretty Woman, Carabina Quigley
- Roberta Pellini in Medium, Animal Kingdom
- Laura Boccanera in Veronica Mars, Barry
- Anna Cesareni in Sesso, bugie e videotape
- Cristina Boraschi in Innocenza colposa
- Isabella Pasanisi in Grey's Anatomy
- Antonella Alessandro in NCIS - Unità anticrimine
- Antonella Giannini in Nuovo Santa Clause cercasi